# Парки та сквери Кременчука

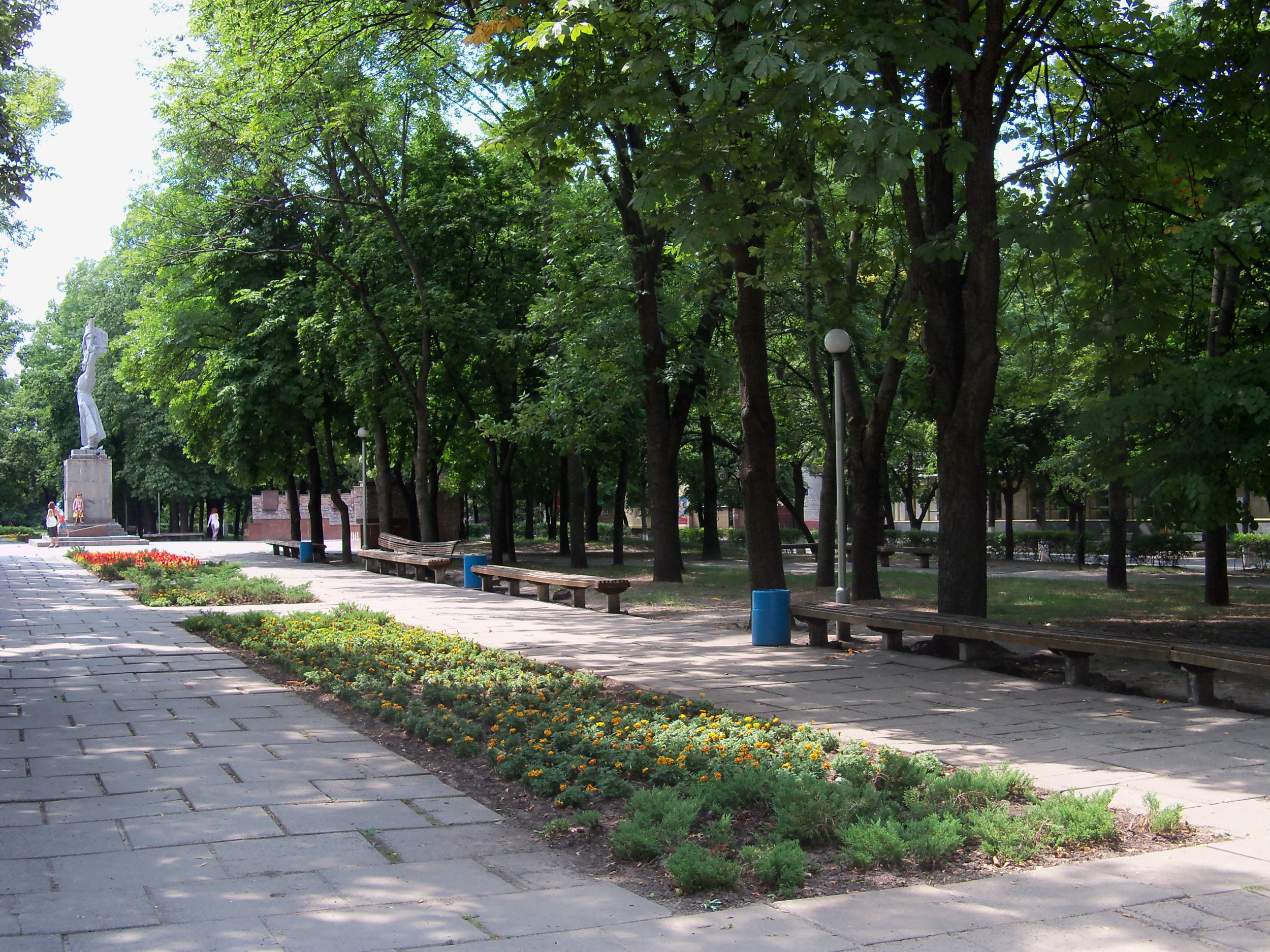
Сквер імені Олега Бабаєва

Зелені насадження Кременчука, згідно з даними міського управління житлово-комунального господарства, займають площу 3440 га, з них загального користування — 480 га. На одного жителя припадає близько 15 м² зелених насаджень, що втричі менше норм затверджених Всесвітньою організацією охорони здоров'я. Зелену зону міста утворюють 8 парків, 8 скверів, 3 бульвари, зелена зона вздовж набережної. Два парки міста входять до пам'яток садово-паркового мистецтва (Придніпровський парк та Міський сад). Наразі готуються документи щодо внесення Парку Миру до переліку пам'яток історії та архітектури Кременчука. На островах, що на Дніпрі розташований регіональний ландшафтний парк Кременчуцькі плавні.

## Парки
| Назва                     | Фото | Розташування                              | Площа  |
| ------------------------- | ---- | ----------------------------------------- | ------ |
| Воїнів-інтернаціоналістів |      | Молодіжне                                 | 19 га  |
| Крюківський парк          |      | Крюків                                    | 8,8 га |
| Студентський              |      | на сході від Першого занасипу             | 60 га  |
| Миру                      |      | між вулицями Московська, Миру, Хорольська | 10 га  |
| Міський сад               |      | на північному сході від Центра            | 7,8 га |
| МЮДа                      |      | на північному сході від Центра            | 6 га   |
| Придніпровський           |      | на південному заході від Центру           | 18 га  |
| Ювілейний                 |      | на південному сході від Центру            | 18 га  |

## Сквери
| Назва                     | Фото | Розташування                                                                               | Площа   |
| ------------------------- | ---- | ------------------------------------------------------------------------------------------ | ------- |
| Академія                  |      |                                                                                            | 0,5835  |
| Володимирівський          |      |                                                                                            |         |
| Сквер імені Олега Бабаєва |      | Центр                                                                                      |         |
| Кагамлицький              |      |                                                                                            |         |
| Західний                  |      | вул. Юрія Кондратюка, 7-А                                                                  | 0,04 га |
| Ізюмова                   |      | вул. Академіка Маслова, в районі будинку № 15/4                                            | 0,02 га |
| Київський                 |      |                                                                                            |         |
| Кленовий                  |      |                                                                                            |         |
| Космос                    |      |                                                                                            |         |
| Лесі Українки             |      | просп. Лесі Українки, № 115                                                                | 0,35 га |
| Небесної сотні            |      | Крюків                                                                                     |         |
| Пам'яті жертв Голодомору  |      | Кохнівка                                                                                   | 0,2269  |
| Пам'яті жертв Голокосту   |      | Новоівнівка 49°5′46.27″ пн. ш. 33°25′16.22″ сх. д. / 49.0961861° пн. ш. 33.4211722° сх. д. | 0,5579  |
| Імені І. К. Пономаренка   |      |                                                                                            |         |
| Привокзальний             |      |                                                                                            |         |
| Сосновий                  |      |                                                                                            |         |
| Штабний                   |      | Центр                                                                                      |         |
| Юність                    |      |                                                                                            |         |
| Сонячний                  |      | вул. Університетська, буд. № 2-В                                                           |         |
| Люблінський               |      | вул. Молодіжна, буд. № 1/2                                                                 |         |
| Бидгощ                    |      | проспект Лесі Українки, буд. № 120                                                         |         |